# Bakary Koné
Bakary Koné (ur. 27 kwietnia 1988 w Wagadugu) – burkiński piłkarz występujący na pozycji obrońcy w rosyjskim klubie Arsienał Tuła oraz w reprezentacji Burkiny Faso.

## Kariera klubowa
Karierę piłkarską Koné rozpoczął w klubie z Wybrzeża Kości Słoniowej CFTPK Abidżan. Następnie w 2004 roku został zawodnikiem zespołu o nazwie Étoile Filante Wagadugu. W 2005 roku zadebiutował w jego barwach w pierwszej lidze Burkina Faso. W 2006 roku zdobył z nim Puchar Burkiny Faso i Superpuchar Burkiny Faso.
Jesienią 2006 roku Koné został piłkarzem francuskiego En Avant Guingamp. W Ligue 2 zadebiutował 11 maja 2007 w wygranym 3:1 domowym meczu z Tours FC. Do lata 2008 roku występował głównie w rezerwach Guingamp, ale od początku sezonu 2008/2009 był podstawowym zawodnikiem pierwszego zespołu Guingamp.
11 sierpnia 2011 podpisał 5-letni kontrakt z Olympique Lyon. W nowym zespole debiutował dwa dni później w zremisowanym 1:1 spotkaniu z AC Ajaccio. 28 czerwca 2016 został piłkarzem hiszpańskiej Malagi, z którą związał się 3-letnim kontraktem.

## Kariera reprezentacyjna
W reprezentacji Burkiny Faso Koné zadebiutował w 2006 roku. W 2010 roku został powołany do kadry na Puchar Narodów Afryki 2010.